# Джалиль, Муса Мустафович
Муса Мустафович Джалиль (тат. Муса Мостафа улы Җәлил; 2 (15) февраля 1906, Мустафино, Оренбургская губерния, Российская империя — 25 августа 1944, тюрьма Плётцензее, Берлин, Третий Рейх) — советский татарский поэт и журналист, военный корреспондент. Герой Советского Союза (посмертно, 1956), лауреат Ленинской премии СССР (посмертно, 1957). Член ВКП(б) с 1929 года. Один из организаторов коммунистического подполья в коллаборационистском легионе «Идель-Урал».

## Биография
Муса родился шестым ребёнком в семье. Отец — Мустафа Залилов, мать — Рахима Залилова (урождённая Сайфуллина).
В 10—11 лет начал писать стихи, но они были утеряны. Первое сохранившееся стихотворение («Бәхет») было написано им в 13 лет. В 1919 году он вступил в комсомол и продолжил учёбу в Татарском институте народного образования (Оренбург). Участник Гражданской войны.
В 1927 году поступил на литературное отделение этнологического факультета МГУ. После его реорганизации окончил в 1931 году литературный факультет МГУ. Жил в одной комнате со студентом юридического факультета Варламом Шаламовым. Шаламов описал его в рассказе «Студент Муса Залилов» (опубликован в 1972 году).
В 1931—1932 годах был редактором татарских детских журналов, издававшихся при ЦК ВЛКСМ. С 1933 года — завотделом литературы и искусства татарской газеты «Коммунист», выходившей в Москве. Там он знакомится с советскими поэтами А. Жаровым, А. Безыменским, М. Светловым. Вступил в ВКП(б).
В 1932 году жил и работал в городе Надеждинске Свердловской области (современное название — Серов). В 1934 году вышли два его сборника: «Орденоносные миллионы» на комсомольскую тему и «Стихи и поэмы». Работал с молодежью; по его рекомендациям в татарскую литературу пришли А. Алиш, Г. Абсалямов. В 1939—1941 годах был ответственным секретарём Союза писателей Татарской АССР, работал заведующим литературной частью Татарского оперного театра.
В 1941 году был призван в Красную Армию. В звании старшего политрука воевал на Ленинградском и Волховском фронтах, был корреспондентом армейской газеты «Отвага» 2 Ударной армии.
26 июня 1942 года в ходе Любанской наступательной операции у деревни Мясной Бор Муса Джалиль был тяжело ранен в грудь и попал в плен. Вступил в созданный немцами легион «Идель-Урал». В Едлиньске около Радома (Польша), где формировался легион «Идель-Урал», Муса Джалиль вступил в созданную среди легионеров подпольную группу и устраивал побеги военнопленных.
Пользуясь тем, что ему поручили вести культурно-просветительскую работу, Джалиль, разъезжая по лагерям для военнопленных, устанавливал конспиративные связи и под видом отбора самодеятельных артистов для созданной в легионе хоровой капеллы вербовал новых членов подпольной организации. Он был связан с подпольной организацией под названием «Берлинский комитет ВКП(б)», которую возглавлял Н. С. Бушманов.
Сформированный первым 825-й батальон легиона «Идель-Урал», направленный в Витебск, поднял восстание 21 февраля 1943 г., в ходе которого часть бойцов (около 500—600 чел.) покинула расположение части и с оружием в руках присоединилась к белорусским партизанам. Личный состав остальных шести батальонов легиона при попытке использовать их в боевых действиях также часто переходил на сторону РККА и партизан.
Нацистское командование вынуждено было бросить на подавление восставших регулярные войска. С помощью предателя гестапо напало на след антифашистской организации. В августе 1943 года гестапо  арестовало несколько сотен человек подпольной группы, среди арестованных подпольщиков был и Муса Джалиль. Его заключили в Моабитскую тюрьму. В течение нескольких месяцев продолжались пытки. Муса Джалиль был казнён на гильотине 25 августа 1944 года в тюрьме Плётцензее в Берлине. Незадолго до казни Муса передал свои стихи соседу по камере — бельгийскому участнику Сопротивления Андре Тиммермансу. Стихи Джалиля переведены на многие языки: «Коль сам умру, так песня не умрёт».

## Семья
- Сын — Залилов Альберт Мусаевич, род. в 1935 г. (его мать — Рауза Хисматуллина, первая жена Джалиля). Окончил Саратовское военно-инженерное училище химической защиты, офицер[14].
  - Внуки: Камил, Алик.
- Дочь — Залилова Люция Мусаевна[15], род. в 1936 г. (фактический брак Джалиля с Закиёй Садыковой). Окончила ВГИК, кинорежиссёр.
  - Внучка — Лилиан Наврозашвили.
- Дочь — Залилова Чулпан Мусаевна, род. в 1937 г. (её мать — Нина Константиновна (Амина) Сейфуллина, вторая жена (с 1936 г.) Джалиля[16]).
  - Внучка —Татьяна Малышева.
    - Правнуки: Михаил Митрофанов-Джалиль, Елизавета Малышева[17].

## Творчество и публикации
Как по долине льющийся родник,
В дороге пел я песни то и дело.
И все казалось сердцу, что от них
Земля вокруг цвела и молодела.
Первое произведение было опубликовано в 1919 году в военной газете «Кызыл йолдыз» («Красная звезда»). В 1925 году в Казани вышел его первый сборник стихотворений и поэм «Барабыз» («Мы идём»). Им были написаны 4 либретто для опер «Алтын чәч» («Золотоволосая», 1941, музыка композитора Н. Жиганова) и «Ильдар» (1941).
В 1920-е годы писал на темы революции и гражданской войны (поэма «Пройденные пути», 1924—1929), строительства социализма («Орденоносные миллионы», 1934; «Письменосец», 1938)
В популярной поэме «Письмоносец» («Хат ташучы», 1938, изд. 1940) показана трудовая жизнь советской молодежи, её радости и переживания.
В концлагере продолжал писать стихи, всего им было написано как минимум 125 стихотворений, которые после войны были переданы на родину его товарищами по сопротивлению.
В 1946 году МГБ СССР завело розыскное дело на Мусу Джалиля. В январе 1946 года в советское посольство в Риме турецкий гражданин татарин Казим Миршан принёс тетрадь стихов. Сборник отправлен в Москву, передан в министерство иностранных дел, затем в МГБ и далее в СМЕРШ. В 1946 году бывший военнопленный Нигмат Терегулов принёс в Союз писателей Татарской АССР блокнот с шестью десятками стихов Джалиля. Через год из советского консульства в Брюсселе пришла вторая тетрадь. Из Моабитской тюрьмы её вынес бельгийский участник Сопротивления Андре Тиммерманс. Он сидел в одной камере с Джалилем. В их последнюю встречу Муса сказал, что его с группой товарищей скоро казнят, и отдал тетрадь Тиммермансу, попросив передать её на родину. Был ещё один сборник стихов из Моабита, его привёз бывший военнопленный Габбас Шарипов.
В 1949 году друг Джалиля, татарский писатель Гази Кашшаф показал одну из тетрадей Константину Симонову, который начал готовить несколько стихов к печати в «Новом Мире» (в переводе Льва Френкеля). В 1952 году дело в отношении М. Джалиля было закрыто, и в 1953 году были опубликованы его стихи в «Литературной газете», редактируемой К. Симоновым.
В 1956 году Симонов разыскал Андре Тиммерманса и взял у него интервью о последних месяцах жизни Джалиля. Джалилю в том же году было присвоено посмертно звание Героя Советского Союза, в 1957 году «Моабитские тетради» были отмечены Ленинской премией. В 1966 году отмечался первый юбилей поэта, организованный в колхозе, названном его именем, на его родине, в селе Мустафино, где присутствовали многие знаменитые писатели и родственники из разных стран.

## Память
За цикл стихов «Моабитская тетрадь» в 1957 году Джалилю была посмертно присуждена Ленинская премия Комитетом по Ленинским и Государственным премиям в области литературы и искусства. В 1968 году о Мусе Джалиле был снят фильм «Моабитская тетрадь».
В г. Кокшетау Республики Казахстан установлен бюст Мусе Джалилю.
В г. Усть-Каменогорск Республики Казахстан на улице Протазанова установлен бюст Мусе Джалилю.
Именем Мусы Джалиля названы:
- посёлок в Татарстане.
- проспекты и улицы во многих городах бывшего СССР.
- Татарский академический государственный театр оперы и балета в Казани.
- школа № 1186 с этнокультурным татарским уклоном образования г. Москвы, где установлен памятник поэту[21], школа № 81 г. Челябинска и школа № 2 в г. Кириши Ленинградской области также носит его имя, на втором этаже установлен его бюст.
- библиотека в Ижевске.
- кинотеатр в Нижнекамске.
- малая планета (3082) Джалиль (открыта в 1972 году).
- Фонд поддержки проекта «Дань Памяти» имени Мусы Джалиля.
- улица в Москве в районе Зябликово Улица Мусы Джалиля в Москве
- улица в Казани.
- улица в г. Великий Новгород.
- улица в Волгограде.
- улица в Новосибирске.
- улица в Оренбурге.
- улица в Тобольске.
- улица в Томске.
- улица в Нижневартовске.
- улица в г. Малая Вишера.
- улица в Астрахани

- сквер в Бугуруслане.
- сквер в Челябинске.
- парк в Набережных Челнах.
- парк в Мензелинске.
- парк в Сорочинске.

Музеи Мусы Джалиля находятся в Казани (ул. М. Горького, д. 17, кв. 28 — здесь поэт жил в 1940—1941 гг.) и на его родине в Мустафино (Шарлыкский район, Оренбургская область).

Памятники Мусе Джалилю установлены в Казани (комплекс на площади 1 Мая перед Кремлём), 
Альметьевске, Мензелинске, Москве (открыты 25 октября 2008 года на Белореченской улице и 24 августа 2012 года на одноимённой улице (на илл.)), Нижнекамске (открыт 30 августа 2012 года), Нижневартовске (открыт 25 сентября 2007 года), Набережных Челнах, Оренбурге, Санкт-Петербурге (открыт 19 мая 2011 года), Тосно (открыт 9 ноября 2012 года), Челябинске (открыт 16 октября 2015 года), Астрахани (открыт 13 мая 2017 года в парке Студенческий неподалёку от Астраханского государственного университета, Усть-Каменогорске (открыт 22 июня 2015 года на набережной Ульбы), в селе Маляевка Ленинского района Волгоградской области (открыт 20 октября 2021 года). В Якутске 31 октября 2023 года открыт бюст Мусе Джалилю в Казанском сквере.
На стене арочных ворот проломленного 7-го контргарда перед Михайловскими воротами Даугавпилсской крепости (г. Даугавпилс, Латвия), где со 2 сентября по 15 октября 1942 года в лагере для советских военнопленных «Шталаг-340» («Stalag-340») содержался Муса Джалиль, установлена памятная доска. Текст приведён на русском и латышском языках. Также на доске выбиты слова поэта: «Песни всегда посвящал я Отчизне, ныне Отчизне я жизнь отдаю…».
Поэту посвящены опера композитора Назиба Жиганова «Джалиль» (либретто А. Файзи, 1957), повесть Сагита Агиша «Земляки» (1964), книга Ю. М. Королькова «Через сорок смертей» (1960).
В 1968 году была учреждена Премия комсомола Татарской АССР имени Мусы Джалиля, вручаемая за лучшие произведения молодым авторам. В 1991 году присуждение премии было приостановлено. В 1997 году премия восстановлена Указом Президента Республики Татарстан «Об утверждении Республиканской премии имени Мусы Джалиля» от 14 февраля 1997 года.

## Фальсификации
В двадцать первом веке в российском сегменте интернета получило значительную популярность стихотворение «Чулочки», которое всемирная паутина приписывает к произведениям Мусы Джалиля. Однако в данном случае речь идёт о фальсификации. Сюжет «Чулочек» заимствован неизвестным автором из второй части диптиха Александра Твардовского «Возмездие», само стихотворение написано с грубейшими нарушениями норм стихосложения и правил русского языка. В 2020 году дочь поэта — Чулпан Залилова выступила с заявлением о том, что «Чулочки» не принадлежат перу Мусы Джалиля. В 2023 году Литературная газета опубликовала статью, где утверждается, что стихотворение «Чулочки» является литературной фальсификацией.

## В кинематографе
- «Моабитская тетрадь», реж. Леонид Квинихидзе, Ленфильм, 1968.
- «Красная ромашка», ДЕФА (ГДР).